# بيلان (عفرين)
بيلان  قرية سوريّة تتبع إداريّاً لمحافظة حلب منطقة عفرين ناحية مركز بلبل، بلغ تعداد سكانها 158 نسمة حسب التعداد السكاني لعام 2004.